# 小行星1101
小行星1101（1101 Clematis）是一颗围绕太阳公转的小行星。1928年9月22日，卡爾·威廉·萊茵姆特在海德堡发现了此天体。
該小行星以鐵線蓮命名。
这颗小行星的绝对星等为10.58等。